# Alexandra Tsiavou
Alexandra Tsiavou (griechisch Αλεξάνδρα Τσιάβου, * 26. September 1985 in Ioannina) ist eine griechische Leichtgewichts-Ruderin.
Tsiavou war bereits 2001 bei den Junioren-Weltmeisterschaften dabei, 2003 konnte sie mit dem griechischen Vierer ohne Steuerfrau den fünften Platz belegen. 2004 war Tsiavou Siebte im Leichtgewichts-Einer bei der U23-Weltregatta, 2005 war sie Vierte bei der U23-Weltmeisterschaft. Bei den Ruder-Weltmeisterschaften 2005 trat sie zusammen mit Maria Sakellaridou im Leichtgewichts-Doppelzweier an und belegte den siebten Platz. 2006 siegte sie bei den U23-Weltmeisterschaften im Einer; zusammen mit Chrysi Biskitzi erhielt sie im Doppelzweier die Bronzemedaille bei den Ruder-Weltmeisterschaften 2006 hinter den Booten aus China und Australien. 2007 verteidigte sie ihren U23-Titel im Einer, im Doppelzweier belegten Biskitzi und Tsiavou den fünften Platz bei den Weltmeisterschaften in München. Bei den Europameisterschaften in Posen gewannen Biskitzi und Tsiavou den Titel. Diesen Titel konnten die beiden 2008 vor heimischem Publikum in Athen verteidigen, während sie bei den Olympischen Spielen in Peking nur den sechsten Platz belegten.
2009 gewann Tsiavou zwei Weltcupregatten im Einer. Auch bei den Mittelmeerspielen siegte sie im Einer. Für die großen Meisterschaften wechselte Christina Giazitzidou zu Alexandra Tsiavou in den Doppelzweier, die beiden gewannen die Weltmeisterschaften in Posen und die Europameisterschaften in Brest. Den Europameistertitel konnten die beiden 2010 in Montemor-o-Velho verteidigen, bei den Weltmeisterschaften in Neuseeland siegte das kanadische vor dem deutschen Boot, die beiden Griechinnen erhielten die Bronzemedaille. 2011 wiederholte sich für Tsiavou das Erfolgsjahr 2009, zwei Weltcupsiegen im Einer folgten im Doppelzweier der Weltmeistertitel in Bled und der Europameistertitel in Plovdiv. Bei den Olympischen Spielen 2012 gewannen die beiden die Bronzemedaille hinter dem britischen und dem chinesischen Boot.